# George P. Putnam
George P. Putnam, né le 7 septembre 1887 et mort le 4 janvier 1950, est un éditeur américain, connu d'autre part pour avoir été l'époux d’Amelia Earhart.